# Pelota mixteca

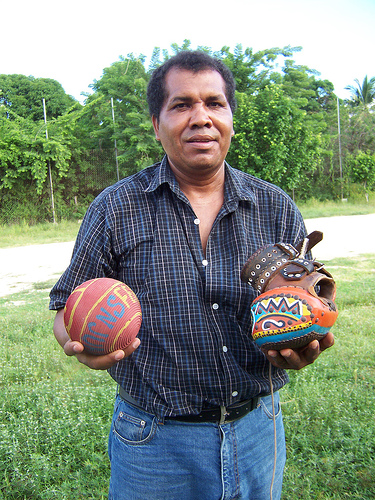
Un jugador de pelota mixteca con pelota y guante.

La pelota mixteca es un juego por equipos, normalmente de cinco jugadores cada uno, aunque puede haber más o menos.
La actual ‘’pelota mixteca’’ tiene sus orígenes en tiempos prehispánicos y se conserva en los estados mexicanos de Oaxaca y de  Guerrero, en las zonas tradicionalmente pobladas por los antiguos mixtecos.
En la actualidad también se juega en los lugares donde los mixtecos han emigrado, principalmente en la Ciudad de México, Los Ángeles y Fresno.
Existen diferentes formas de jugar la ‘’pelota mixteca’’, las cuales depende del tamaño de la pelota y si se usa o no un guante para cubrir la mano. El juego se realiza en un terreno de aproximadamente 100 metros de largo por 11 de ancho. El servicio inicial consiste en cruzar el terreno de juego y hacer botar la pelota sobre el "botadero", tras lo cual es devuelta la pelota por un jugador contrario. Quien no logre responder la pelota o la mande fuera del terreno, pierde el punto. En la actualidad se ha establecido un sistema complejo de conteo de puntos, muy similar al que se usa en el tenis y existen variaciones de un lugar a otro.
En el estado de Guerrero se acostumbra jugar la “pelota mixteca” con la mano desnuda o al menos la cubren con un paliacate o pañuelo. En las zonas cercanas de Oaxaca acostumbran usar grandes guantes para protegerse la mano. Existen guantes que pesan de 3 a 6 kg. Originalmente, la pelota se hacía de caucho, pero ahora se hace tradicionalmente de hule, aunque existen diversos materiales para elaborarlas hoy en día.

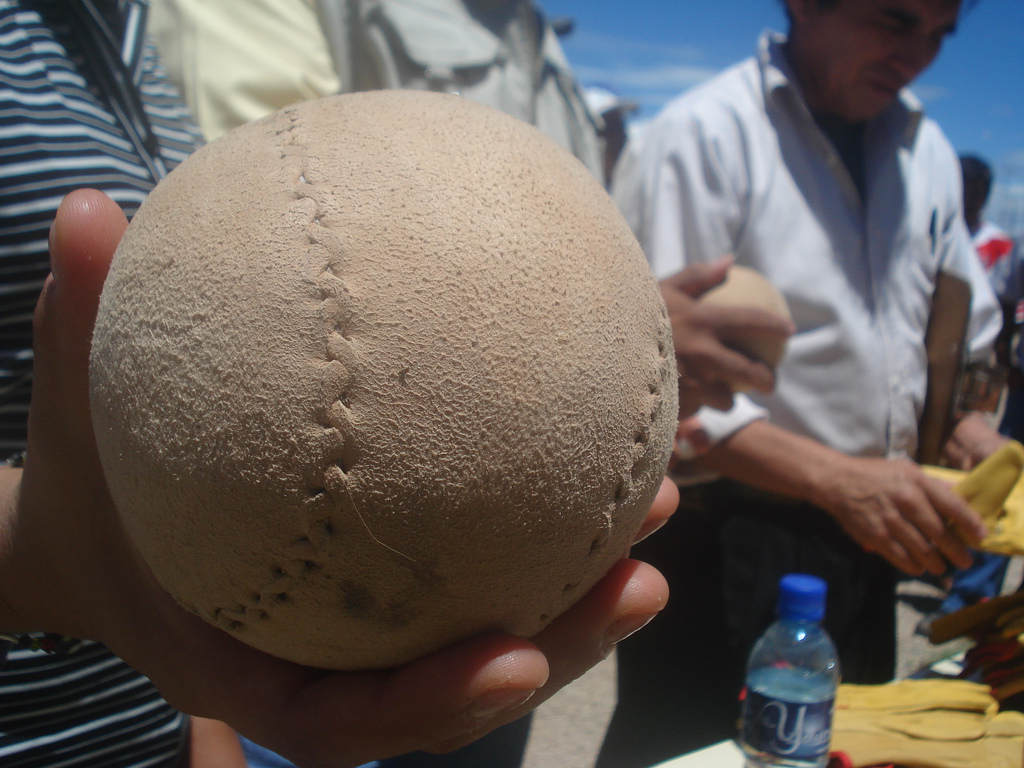
Una pelota mixteca con forro de piel de venado.

 Está muy extendido el jugar con una pelota elaborada de unos 300 a 330 gramos, que mide de entre 8 y 10 centímetros de diámetro (ver la foto a la izquierda). Una de las variantes es la pelota mixteca de forro, También existe la versión llamada pelota mixteca de hule que usa una pelota más pesada, de unos 900 gramos, usualmente pintada de colores brillantes. (ver la foto superior). Las pelotas utilizadas comúnmente en Los Ángeles son de uno a un kilogramo y medio de peso.
La pelota mixteca del valle utiliza una bola muy ligera, menor a los 100 gramos.
Muchos escritores reclaman que el juego es descendiente directo de otro jugado hace más de tres mil años por los mesoamericanos; tal vez, la ‘’pelota mixteca’’ se muestra en los relieves del sitio arqueológico de Dainzu. Heiner Gillmeister, por otro lado, argumenta que la pelota mixteca desciende de una forma del juego del tenis franco-flamenco, como intermediario de juegos similares como la pelota vasca, la segoviana o la valenciana, que fueron importados al Virreinato de Nueva España con lo que el juego no tendrá más de 400 años de su creación.